# Эшли, Кэт
Екатери́на Э́шли (англ. Katherine Ashley) (урож. Чамперноун; англ. Champernowne; ок. 1502 — 18 июля 1565) — английская аристократка, гувернантка и первая леди опочивальни при королеве Елизавете I.

## Биография
Екатерина Эшли (урож. Чамперноун) происходила из семьи Чамперноун, её отцом называют сэра Филипа Чамперноуна или сэра Джона Чамперноуна. О её ранних годах и молодости ничего неизвестно, первое упоминание о ней датировано 1536 годом, когда она стала одной из гувернанток принцессы Елизаветы. В 1537 году она стала третьей гувернанткой принцессы и занималась её воспитанием и образованием.
В 1545 году в возрасте около 40 лет вышла замуж за Джона Эшли, мужчину примерно своего возраста; этот брак был бездетным. В 1547 году после смерти короля Генриха VIII королём стал 9-летний принц Эдуард и его дядя Томас Сеймур хотел жениться на одной из старших сестёр короля: принцессе Елизавете или принцессе Марии. Ему в этом было отказано и Сеймур стал ухаживать за вдовствующей королевой Екатериной Парр. Они поженились, а Парр увезла в свой дом в Челси принцессу Елизавету вместе с гувернанткой Кэтрин Эшли.
После смерти Екатерины Парр Сеймур вновь стал ухаживать 15-летней принцессой Елизаветой. 21 января 1549 года Эшли была арестована и доставлена в Тауэр, поскольку её считали причастной к этому. Кэт сказала, что не совершала ничего предательского и она была освобождена за 13 дней до казни Сеймура, которого обвинили в государственной измене. В мае 1556 года при королеве Марии I Эшли была арестована за обнаруженные у неё запрещённые книги, она провела в тюрьме три месяца и была освобождена.
В 1558 году принцесса Елизавета стала королевой и Эшли была назначена первой леди опочивальни. Эшли стала близкой подругой королевы и получала от неё подарки. Скончалась 18 июля 1565 года в возрасте 62/63 лет, после её смерти Елизавета I почувствовала большое горе и оплакивала её.